# Ma cité évincée
Pour plus de détails, voir Fiche technique et Distribution.
Ma cité évincée est un film documentaire de Priscillia Piccoli et Laurence Turcotte-Fraser. Le film remporte le premier Prix du Public Jean-Marc-Vallée au Festival de cinéma de la Ville de Québec en 2023.

## Synopsis
Ma cité évincée donne la parole à celles et ceux qui vivent les contrecoups de la spéculation immobilière à Montréal, l’une des dernières grandes villes abordables en Amérique du Nord, durant une crise du logement sans précédent.

## Fiche technique[3]
- Titre original : Ma cité évincée
- Titre en anglais : Evicted City
- Réalisation : Priscillia Piccoli & Laurence Turcotte-Fraser
- Direction de la photographie : Laurence Turcotte-Fraser
- Son : Priscillia Piccoli, Laurence Turcotte-Fraser, Francis Gauthier, Joey Simas
- Montage : Laurence Turcotte-Fraser, Priscillia Piccoli & Jonah Malak
- Production : Dominique Dussault, Laurence Turcotte-Fraser, Priscillia Piccoli
- Société de production : Fraser Films
- Société de distribution : Les films du 3 mars
- Avec la participation de Guylain Levasseur, Michel Monette, Loan Nguyen, Maggie Sawyer, Francine Goyette, Renée Thifault
- Pays de production :  Canada
- Tournage : Montréal
- Langue originale : français
- Durée : 80 minutes
- Dates de sortie :
  - Canada : 20 octobre 2023 (sortie en salle au Québec)[4]